# Chim sâu khoang cổ đỏ
Chim sâu khoang cổ đỏ (danh pháp hai phần: Dicaeum retrocinctum) là một loài chim lá thuộc chi Dicaeum trong họ Chim sâu. Nó là loài đặc hữu của Philippines. Môi trường sống tự nhiên của nó là rừng đất thấp ẩm cận nhiệt đới hoặc nhiệt đới. Nó đang bị đe dọa do mất nơi sống.